# 盖尔斯贝格
盖尔斯贝格是奥地利上奥地利州因克赖斯地区里德县的一个市镇。总面积5.5平方公里，总人口549人，人口密度99.8人/平方公里（2005年）。